# Per Nystedt
Karl Per Arne Nystedt, född 25 juli 1988 i Skövde, är en svensk tidigare handbollsmålvakt.

## Karriär
Nystedt inledde sin elitkarriär som målvakt i moderklubben HK Country. 2011 bytte han klubb till IFK Skövde.
2013 återvände han till HK Country efter att han fick läsa om IFK Skövdes värvning av Lugi-målvakten Joakim Svensson. Han erbjöds att vara kvar och spela i division 2. "Det kändes som om de inte ville ha kvar mig", sa Nystedt till SLA. Nystedt spelade 64 matcher i elitserien för IFK Skövde. Efter att han återvänt till HK Country fick han vara med om att ta moderklubben till Allsvenskan 2015. Nystedt spelade kvar i HK Country till våren 2018. I november 2018 gjorde han comeback i HP Skövde 90.